# Samoa i olympiska sommarspelen 1996
Samoa deltog i de olympiska sommarspelen 1996 med en trupp bestående av 5 deltagare, men ingen av landets deltagare erövrade någon medalj.

## Boxning
Mellanvikt
- Bob Gasio
  1. Omgång 1 — Förlorade mot Ricardo Rodríguez (Brasilien), 4-11

Lätt tungvikt
- Samuela Leu
  1. Omgång 1 — Förlorade mot Seung-Bao Lee (Sydkorea), 0-14

## Friidrott
Herrarnas diskuskastning
- Chris Mene
  - Kval — 51.28m (→ gick inte vidare)

Damernas spjutkastning
- Iloai Suaniu
  - Kval — 38.08m (→ gick inte vidare)